# Nimlot C
Nimlot o Nimlot C (nm3rṯ) va ser un Summe Sacerdot d'Amon a Tebes durant el regnat del faraó Osorkon II de la dinastia XXII.

## Biografia
| n · Z2 | mA · r | Z1 · V13 |

| n · Z2 | mA · r | Z1 · V13 |

Per l'estela de Pasenhor se sap que Nimlot C era fill del faraó Osorkon II i la reina Djedmutesankh (també es troba escrit Mut-udj-ankhes).
Abans de convertir-se en Summe Sacerdot d'Amon ja va ocupar diversos càrrecs com el de comte, governador de l'Alt Egipte, general i líder de l'exèrcit, Summe Sacerdot d'Herixaf, cap de Pi-Sekhemkheperre i d'Heracleòpolis, tal com es mostra a l'estela del Museu del Caire (JdE 45327) datada en l'any 16 d'Osorkon II. Després d'aquesta data va ser nomenat Summe Sacerdot d'Amon a Tebes, deixant el govern d'Heracleòpolis a un dels seus fills.
No hi ha constància sobre el seu mandat, per tant possiblement va ser força breu. Va morir abans del final del regnat del seu pare, ja que el seu fill Takelot (el futur rei Takelot II) el va succeir en el càrrec com a Summe Sacerdot d'Amon cap a finals del regnat d'Osorkon II. Això s'estableix a partir dels relleus del temple J de Karnak, que representa el Summe Sacerdot Takelot en una cerimònia religiosa i esmenta el rei governant d'Egipte com el faraó Osorkon II. El temple J s'ha datat als darrers anys del regnat d'Osorkon II.

## Núpcies i descendència
Les seves relacions familiars estan testimoniades en diversos monuments. Estava casat amb Tentsepeh C, i era pare de diversos fills:
- Takelot, el seu successor com a Summe Sacerdot d'Amon i més tard faraó.
- Karomama II, després Gran Esposa Reial del seu germà Takelot II;
- Djedptahefankh (també escrit Ptahudjankhef), el seu successor com a governador d'Heracleòpolis;
- Xepensopdet B, una altra filla.[8]